# 菊池楯衛
菊池 楯衛（きくち たてえ、弘化3年2月2日（1846年2月27日） - 1918年〈大正7年〉4月8日）は、日本の果樹園芸家。「青森リンゴの先駆者」や「青森りんごの始祖」と呼ばれる。

## 経歴
現在の青森県弘前市鷹匠町出身。家は津軽藩の武家であった。明治2年（1869年）に津軽藩において山林取締役を命ぜられ、樹藝方を兼務し各地の山林の樹木植付に従事した。明治4年（1871年）に家屋建築用の材木配布方を命ぜられ明治6年（1873年）まで務めた。明治7年（1874年）には青森県山林調査係を命ぜられ、翌年中調査を結了した
明治8年（1875年）に内務省勧業寮から青森県庁を通じてリンゴやブドウなどの果樹苗の下付けを受けて洋種果樹の栽植に着手した。このとき、国から配布されたリンゴの苗木を、津軽の旧士族を中心に配布し試作させた。津軽地域で広くリンゴが栽培されているのはこの配布がきっかけである。この年の春には北海道の函館の在留米人より早熟馬鈴薯の種子を購入して弘前地方で栽培した。これは弘前地方における早生馬鈴薯栽培の嚆矢となっている。
明治9年（1876年）には勧業寮から再び多数の果樹苗木が配布され果樹園の基礎を確立した。
明治10年（1877年）の春に北海道亀田郡七重村（現在の七飯町）にあった開拓使の勧業場でルイス・ベーマーから果樹栽培および測量の技術を習得し、特に接木および苗木仕立を研究した。秋に帰郷し農業および園芸業者と協議し化育社（後に津軽産業会となる）を創立し、農事上の研究に従事した。
明治12年（1879年）の秋に埼玉県安行村に行き、苗木とともにリンゴの砧木（マルバカイドウ）を購入し帰郷し、翌年明治13年（1880年）の春に初めて砧木にリンゴの接木を行った。
明治14年（1881年）の春に自宅に接木伝習所を開設しリンゴの接木法を指導した。
明治17年（1884年）10月に中津軽郡役所の二階を借り受け農業品評会を開催し、農業智識の普及を図った。この品評会は津軽地方における品評会の嚆矢である。
明治23年（1890年）には第3回内国勧業博覧会に自園で採取した種子200種を出品し、有功賞を拝受した。
明治26年（1893年）2月より農事視察のため全国を歴遊した。
明治27年秋に日本園芸会第2回品評会において会長の花房義質から果実の審査を嘱託された。
明治28年（1895年）に第4回内国勧業博覧会に種子300種、リンゴの苗30種および果実を出品し、有功賞を拝受した。
明治29年（1896年）にリンゴ園を上北郡天間林村に開いた。
明治36年（1903年）に第5回内国勧業博覧会に種子365種、リンゴの苗木および果実を出品し賞を拝受した。

## 親族
- 息子：菊池秋雄（園芸学者）[11]
- ひ孫：菊池誠